# Гетто в Загуруве
Гетто в Загуруве (пол. Getto w Zagórowie) — еврейское гетто, созданное нацистами в период оккупации Польши во время Второй мировой войны в городе Загурув в 69 к юго-востоку от Познани. Существовало с весны 1940 года по октябрь 1941 года.
На начало Второй мировой войны в Загуруве ило примерно 630 евреев. Нацисты оккупировали Загурув 6 сентября 1939 года. Одновременно с этим были введены меры против населявших его евреев. Среди них: конфискация имущества и квартир, обязательные взносы и отправка на принудительные работы. Спустя несколько недель евреям Загурува приказали носить белые повязки. Позже в феврале 1940 года, часть евреев из города были отправлены на принудительные работы в Бюхню.
Нацисты организовали гетто в Загуруве весной 1940 года. В июне—июле туда были согнаны евреи из Конина, Слупцы, Слесина и Голины. В начале 1941 года население гетто составляло около 2000 человек. Среди них непосредственно из Загурува — 500.
С конца лета 1941 года нацисты стали отправлять узников гетто в трудовые лагеря. Сначала — на соляные шахты Иновроцлава. В октябре 1941 года евреи, оставшиеся в гетто, были убиты около Казимеж-Бискупи. После чего Загурув был объявлен «свободным от евреев» («Judenrein»).